# Robot orquestra
El robot orquestra és capaç de transformar els inputs sonors de la música, en uns altres que fan moure els braços del robot en temps real, creant així un disseny de gravat sobre una planxa de ceràmica. S'ha utilitzat per primer cop en un concert de l'Orquesta de Cambra de Granollers el 24 de novembre del 2019.

## Funcionament
Es tracta d'un robot de l'empresa danesa Vicosystem, que es basa en la creació de robòtica col·laborativa. La seva principal característica és la capacitat de relacionar-se amb les persones de forma amigable. Estan pensats com a eina de treball per als operaris d'un procés productiu i així impulsar la productivitat d'una activitat.
Aquests robots permeten ser programats de forma senzilla i són capaços d'interactuar amb els humans en entorns de treball, bàsicament indústries de tot tipus de sector per incrementar el rendiment i productivitat.

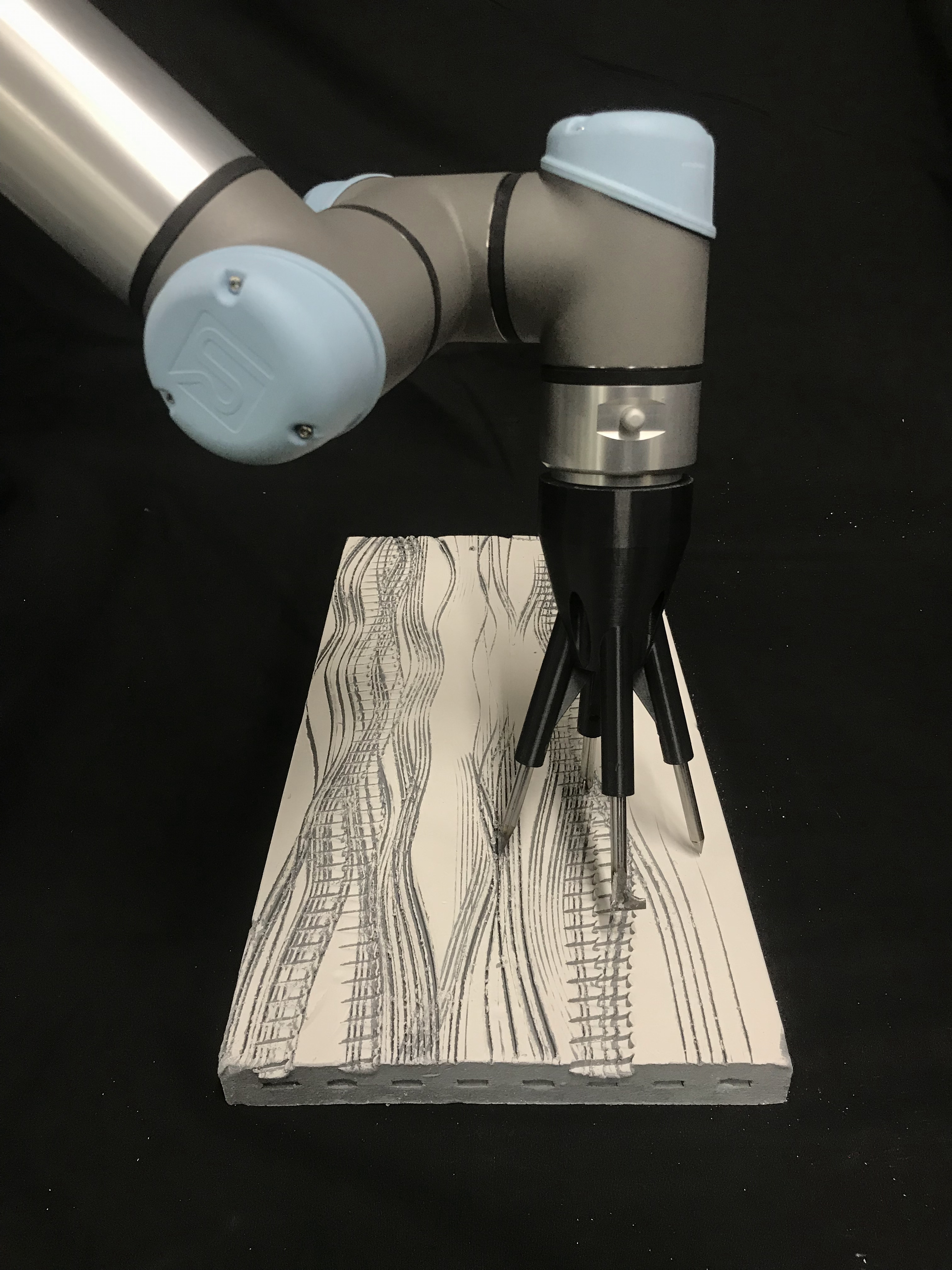
Braç robotitzat creant un gravat en una làmina de ceràmica

Tot i ser un robot pensat per a la indústria, el que es va utilitzar en el concert del dia 24 de novembre, va ser reprogramat amb un algoritme dissenyat i manipulat externament per respondre a l'estímul extern de la música, per l'Institut d'Arquitectura Avançada de Catalunya (IAAC).
L'aparell conté dos braços robotitzats amb unes eines metàl·liques als extrems, que mitjançant l'aplicació d'un algoritme, el robot és capaç de transformar una entrada musical en solcs de la ceràmica. Aquests varien en funció del ritme, freqüència, dinamisme o intensitat de la música, el robot penetra més o menys sobre la ceràmica, i més amunt o més avall formant així un mosaic.

## Posada en escena
El diumenge 24 de novembre de 2019, l'Orquestra de Cambra de Granollers, a l'Auditori de Teatre de Granollers, posa en escena la Simfonia 59 de Haydn, més coneguda com a "Simfonia del foc".
El concert a més de comptar amb l'orquestra, també incorpora en l'escenari un robot de dos braços que crea un gravat sobre una planxa de ceràmica en temps real. Això ha estat possible amb la col·laboració del director d'orquestra Corrado Bolsi, en Alexander Dubor de l'IAAC i el ceramista granollerí Antoni Cumella, aquest últim va voler crear una peça simulant l'escriptura a base de gres negre, recoberta amb galba blanca, que un cop ratllada aquesta, deixa entreveure el color negre.
El robot especialment modificat per respondre a estímuls musicals, consta de 3 moviments que dibuixa en la ceràmica: un de fi, un altre profund en funció de la música i per acabar, traços cuneïformes per damunt dels anteriors.
Segons el director de l'Orquestra de Cambra de Granollers, Corrado Belsi, es tracta de materialitzar la música, per tenir-la present en un futur, ja que és una art efímera.

## Antecedents
El ceramista i director creatiu Antoni Cumella, juntament amb Alexander Dubor de l'Institut d'Arquitectura Avançada de Catalunya (IAAC), van fer una col·laboració per a l'Ohla Hotel Eixample.
Un robot va fer traços sobre grans blocs de ceràmica que posteriorment van ser utilitzats a la façana de l'hotel, mitjançant música de Vivaldi, les 4 estacions.
Va ser possible gràcies a un algoritme dissenyat per l'IAAC, amb el qual el robot era capaç de transformar el so en unes ranures de la ceràmica. En total es van fer 1120 peces, de les quals 800 es troben a la part frontal i 320 a l'entrada de l'hotel, cadascuna conté 8 segons de reinterpretació robòtica de les Quatre estacions de Vivaldi recompostes per Max Richter, amb el què s'ha aconseguit que totes les peces siguin úniques, ninguna és igual que una altra. En la part de l'esquerra de la peça de ceràmica, es registren les freqüències altes i a la part dreta les baixes.
Segons Cumella, aquest projecte, aporta una nova visió per combinar l'artesania tradicional amb un disseny digital i tenir noves oportunitats en disseny i fabricació.